# Kostel svatého Cyrila a Metoděje (Suché Vrbné)
Kostel svatého Cyrila a Metoděje se nachází v českobudějovické čtvrti Suché Vrbné v Puchmajerově ulici.

## Historie

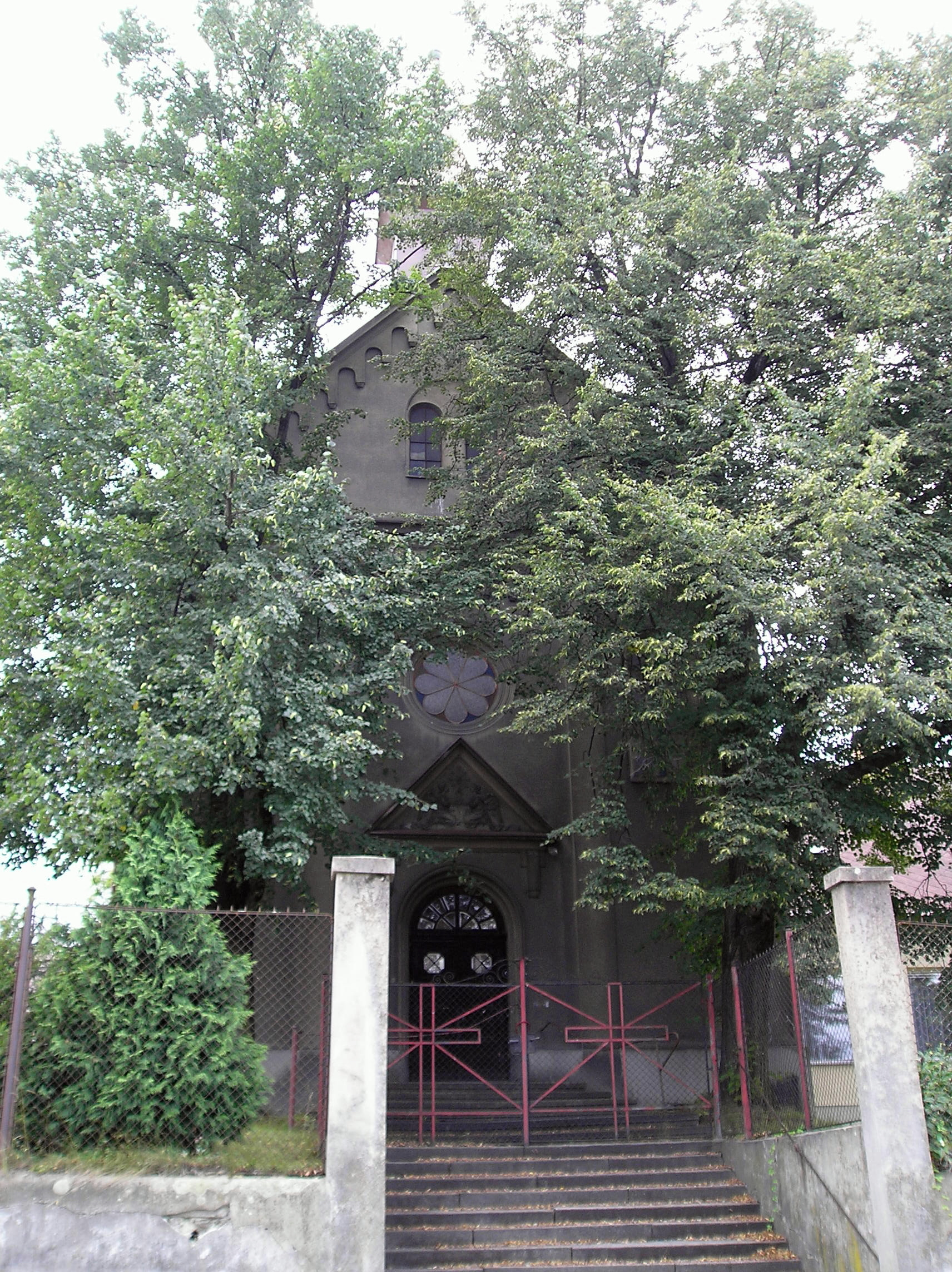
Průčelí kostela sv. Cyrila a Metoděje

Suché Vrbné, nyní předměstí Českých Budějovic, bylo původně samostatnou vsí a dříve náleželo k farnosti Dobrá Voda. S rostoucím počtem místních obyvatel rostla i potřeba vlastního kostela, a v roce 1923 tak dobrovodský farář Mons. Václav Řepa vyhlásil sbírku na jeho výstavbu. V roce 1926 byl zakoupen pozemek, na němž nyní kostel stojí. Jako první byla postavena budova církevní školky, a to v roce 1933. Dnes slouží jako fara. Stavba kostela začala v březnu 1935 na základě návrhu budějovického architekta Procházky. Malby v interiéru navrhl pražský architekt Major a jejich autory jsou malíři Jelínek a Bašný. Stavba byla dokončena v říjnu 1935 a slavnostně vysvěcena 26. prosince 1935. Obřadu, který spolu s dalšími církevními hodnostáři řídil Mons. Václav Řepa, nyní již z funkce budějovického děkana, přihlíželo více než tisíc lidí.
Následně byla vystavěna klášterní budova v sousedství kostela, dokončena v roce 1936. Do roku 1950 zde sídlili těšitelé, od roku 2000 je zde Kněžský domov pro staré kněze.

## Popis
Kostel je jednolodní stavbou v novorománském slohu s presbytářem a dvěma sakristiemi. Rozměry lodi jsou 17×10 m, poloměr presbytáře 8 m výška kostela 16,5 m s věžičkou o výšce 9,5 m. Na východní vnější zdi kostela jsou nápisy Můžeš-li věřit, všechno jest možné věřícímu a In te Domine speravi non confundar in aeternum (V tebe, Pane, doufám, ať nejsem zahanben navěky). Ve věžičce je umístěn zvon sv. Václav o hmotnosti 145 kg. Kostelní varhany pocházejí původně z budějovického kostela sv. Anny. Za kostelem stojí v zahradě kříž datovaný 1876, jenž měl původně stávat na suchovrbenské návsi.
V presbytáři se nachází freska v beuronském stylu obsahující obličeje biskupa Bárty a architekta Procházky.